# 川渕良和
川渕 良和（かわぶち よしかず、1966年7月7日 - ）は、神奈川県出身の俳優。血液型はAB型。インパクトワン所属。

## 来歴・人物
趣味は草野球。

## 出演

### テレビドラマ
- それでも、生きてゆく
- エセ肉食女の恋愛事情
- 金曜プレステージ ストロベリーナイト
- サヨナラの恋
- 曲げられない女
- 大河ドラマ 龍馬伝
- ギネ 産婦人科の女たち
- 不毛地帯
- ラストメール2 〜いちじく白書〜
- 任侠ヘルパー
- MW-ムウ-第0章〜悪魔のゲーム〜
- あたしん家の男子
- アイシテル〜海容〜
- ゴッドハンド輝 第4話（2009年5月2日、TBS） - ムラセ 役[1]
- RESCUE〜硬度特別救助隊
- 銭ゲバ
- 斉藤さん
- 受験の神様
- 町医者ジャンボ!! - 太川星児 役
- 東京ガードセンター 第11・最終話（2014年、Dlife）
- 黒服物語 第2話（2014年、テレビ朝日） - 川口 役
- マジすか学園5（2015年、日本テレビ *3話以降Hulu） - 土井 役

### 映画
- ウルルの森の物語
- 電人ザボーガー
- 半次郎